# Antoinette Sibley
Antoinette Sibley född 27 februari 1939 i London, England, är en brittisk ballerina. Sibley anslöt sig till The Royal Ballet år 1956. Hon växte mer och mer eftersom hon dansade alla stora ballerinaroller och även hade Anthony Dowell som partner som gjorde succé.Hon blev senare ordförande över The Royal Academy Of Dance år 1991. Från 1964 till 1973 var Dame Sibley gift med dansaren  Michael Somes. De skilde sig och 1974 gifte hon sig med en bankman från London vid namn Panton Corbett. De har tillsammans två barn, en son och en dotter. 

## Uppväxt
I skolan var hon den som ständigt var i trubbel, hon var en rebell. Men just för att hon var en rebell, så fick hon mycket uppmärksamhet från Niette de Valois, som då var hennes lärare. Antoinette hade kvalité från början, och trots att hon gick ilågstadiet, hade hon rykten om en framtida “Aurora”.

## Karriär
Sibley fick rollen som Swanilda i Coppélia på Royal Ballet School, det året blev hon solist och även ersättare i sista minuten för rollen Odette. 
År 1960 blev hon rektor på Royal Ballet School och tog över alla de stora rollerna och gjorde de till hennes egna.